# Make Do and Mend

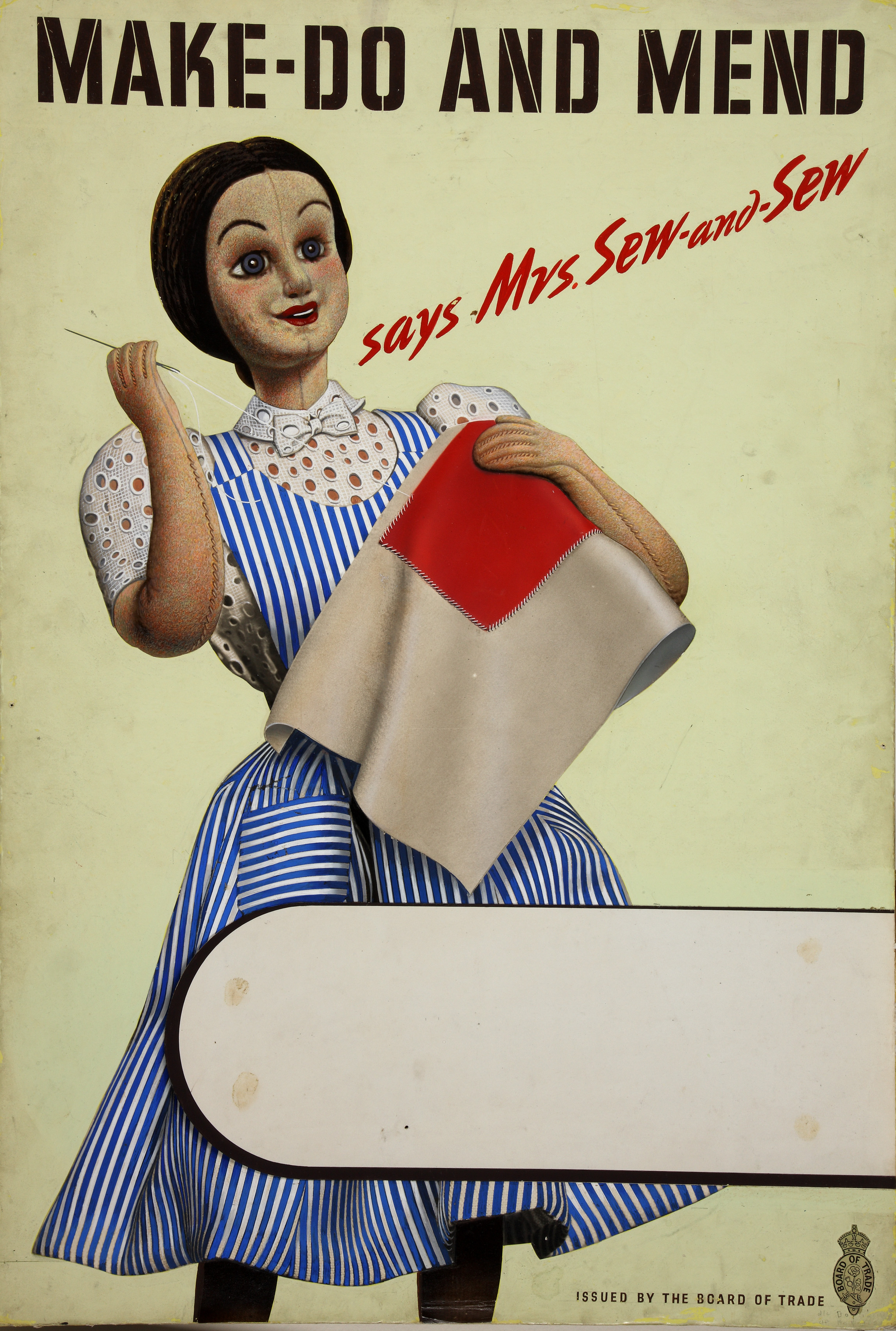
Mrs. Sew-and-sew

Make Do and Mend was een Britse propagandacampagne van het Ministry of Information die liep van 1941 tot en met 1945. De campagne had als doel om het Britse volk te stimuleren om tijdens de oorlogsjaren zuinig om te gaan met kleding door kledingstukken die zij al hadden te repareren, te hergebruiken of te vermaken. Hierdoor werd textiel bespaard en konden fabrieken zich richten op zaken ten behoeve van de Britse oorlogseconomie.

## Geschiedenis
Door de Tweede Wereldoorlog was er weinig import in het Verenigd Koninkrijk en het beschikbare textiel was hoofdzakelijk bedoeld voor parachutes en legeruniformen. De eerste twee oorlogsjaren was de prijs van kleding met 25% gestegen. Vanaf 1 juni 1941 werd door de overheid een kledingrantsoen ingesteld waarbij mensen enkel kleding konden kopen met kledingbonnen. Jaarlijks kregen mensen 66 kledingbonnen per persoon.
In 1941 werd de propagandacampagne Make Do and Mend geïnitieerd. Het idee van Make Do and Mend vond zijn oorsprong in de Eerste Wereldoorlog en stond model voor de activiteiten van de Home Front in de Tweede Wereldoorlog. De campagne kwam naar aanleiding van een oproep van de filantropische vrouwenvereniging The Women's Group on Public Welfare. Zij vreesden dat er textielschaarste zou ontstaan en vroegen daarom om een landelijke campagne die vergelijkbaar was met die omtrent de voedselrantsoennering. Om mensen bij te staan werden door het gehele land cursussen gegeven over het maken, herstellen en vermaken van kleding. Daarnaast werden vrouwen aangemoedigd om met hun vriendinnen een Make Do and Mend-club op te richten waar ze elkaar konden helpen.
Vanaf de herfst van 1942 werd de campagne ondersteund door de Board of Trade waarna pamfletten, posters en ander propagandamateriaal werd geproduceerd. Een van de personages uit de campagne was Mrs Sew and Sew. Dit personage verscheen op propagandaposters en was te zien in door de overheid gefinancierde animatiefilms waarin ze naai- en hersteltips gaf.
Van oude lakens, herenkostuums en verduisteringsgordijnen (die niet werden gerantsoeneerd) werden nieuwe kledingstukken gemaakt. In 1943 zond de Ministry of Information een kort filmpje uit in bioscopen waarin werd uitgelegd hoe oude kleding hergebruikt en vermaakt konden worden tot nieuwe kledingstukken. Daarnaast werden er ruilbeurzen voor kleding georganiseerd door onder meer de Women's Voluntary Service. Voor elk kledingstuk dat ingeleverd werd, ontving men punten. Met deze punten konden andere kledingstukken worden aangeschaft.
Een ander centraal thema binnen de Make Do and Mend campagne was het onderhouden van kleding. Het stoppen van kleding was een belangrijke vaardigheid die de huisvrouw moest bezitten. Daarnaast werd ook het ontwikkelen van andere handwerktechnieken zoals breien en haken aangemoedigd en werden tips gegeven omtrent het correct reinigen van kleding.

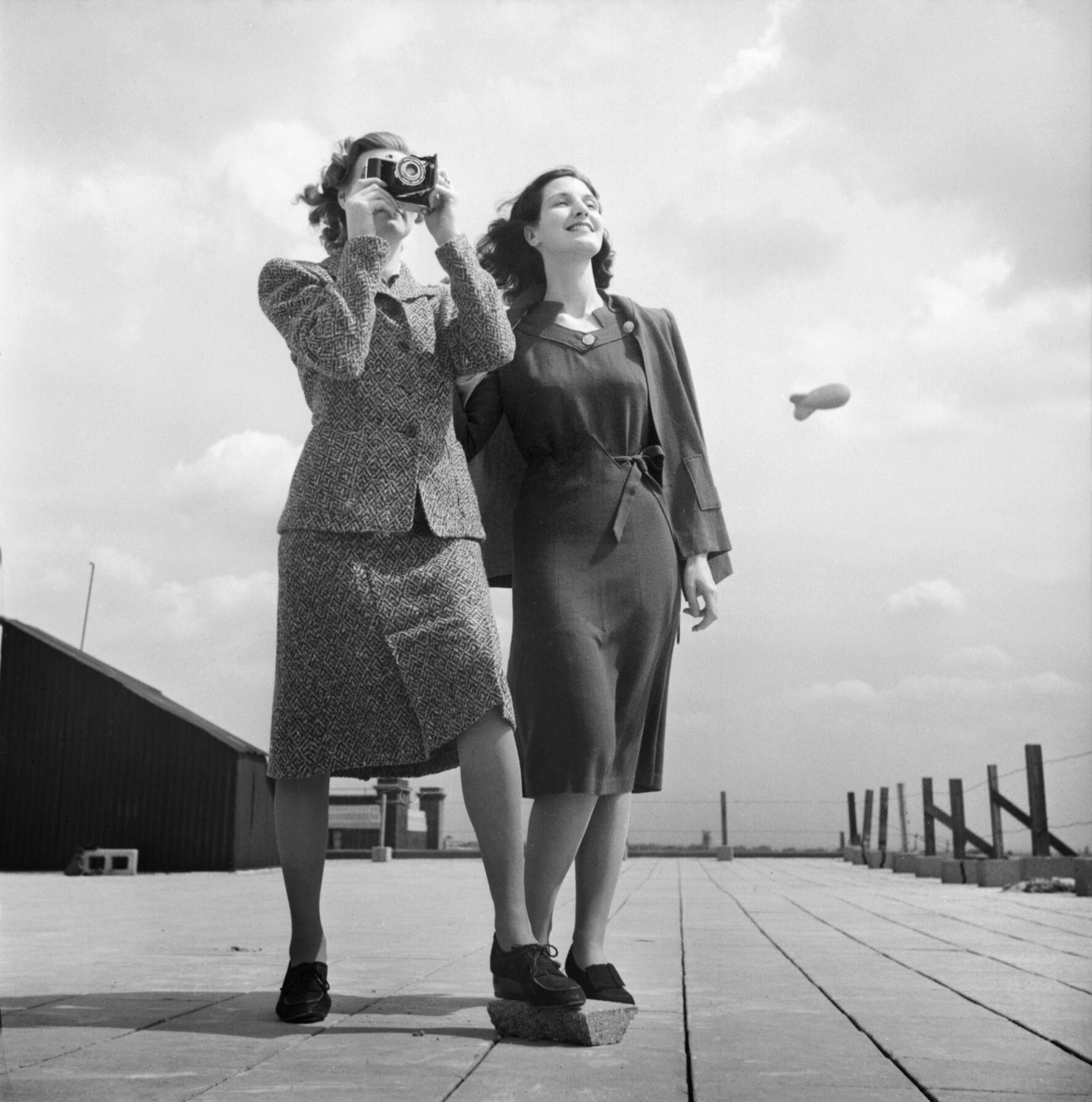
Twee modellen in Londen (1943)

## Invloed op het modebeeld
Doordat er aanpassingen gedaan moesten worden aan de hoeveelheid materiaal dat gebruikt kon worden voor kleding, zorgde dit voor een verandering in het modebeeld. Zo werden herenpantalons gemaakt zonder manchetten en plooien om stof te besparen en double breasted herenkostuums werden niet meer geproduceerd. De lengte van herensokken werd gelimiteerd tot 9 inches (bijna 23 centimeter). Ook damesjurken hadden geen plooien en hakschoenen mochten een hak hebben van maximaal twee inches (ongeveer vijf centimeter).

## Galerij

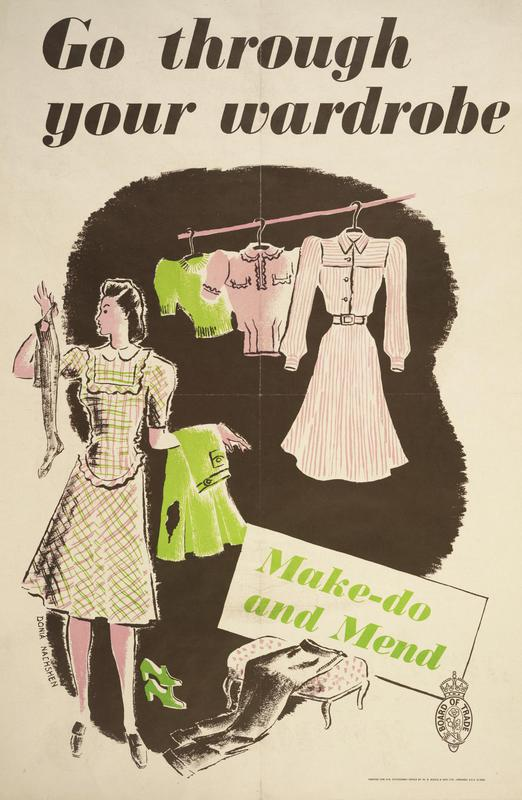
Propagandaposter ontworpen door Donia Nachshen
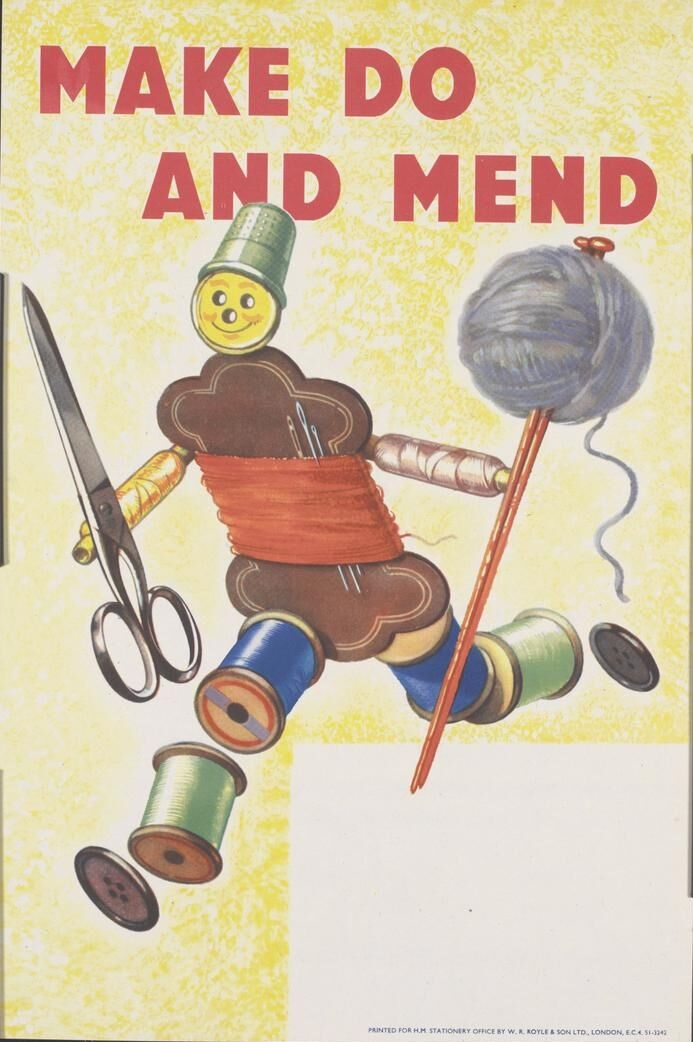
Poster voor Make Do and Mend
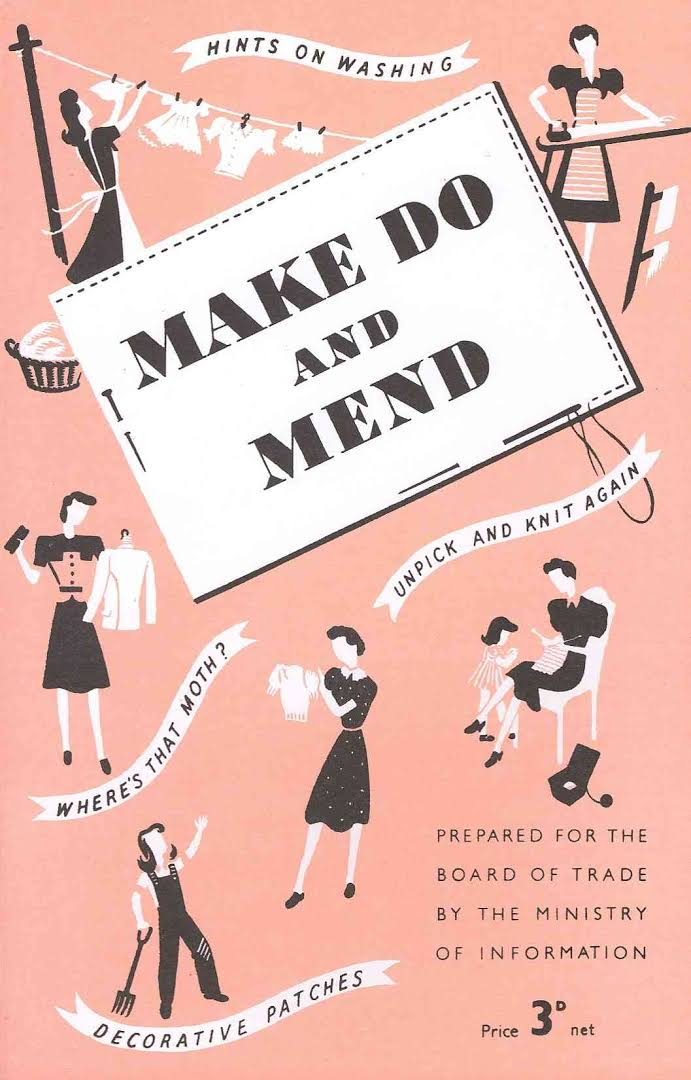
Pamflet met naaitips (1943) ontworpen door Jill Greenwood
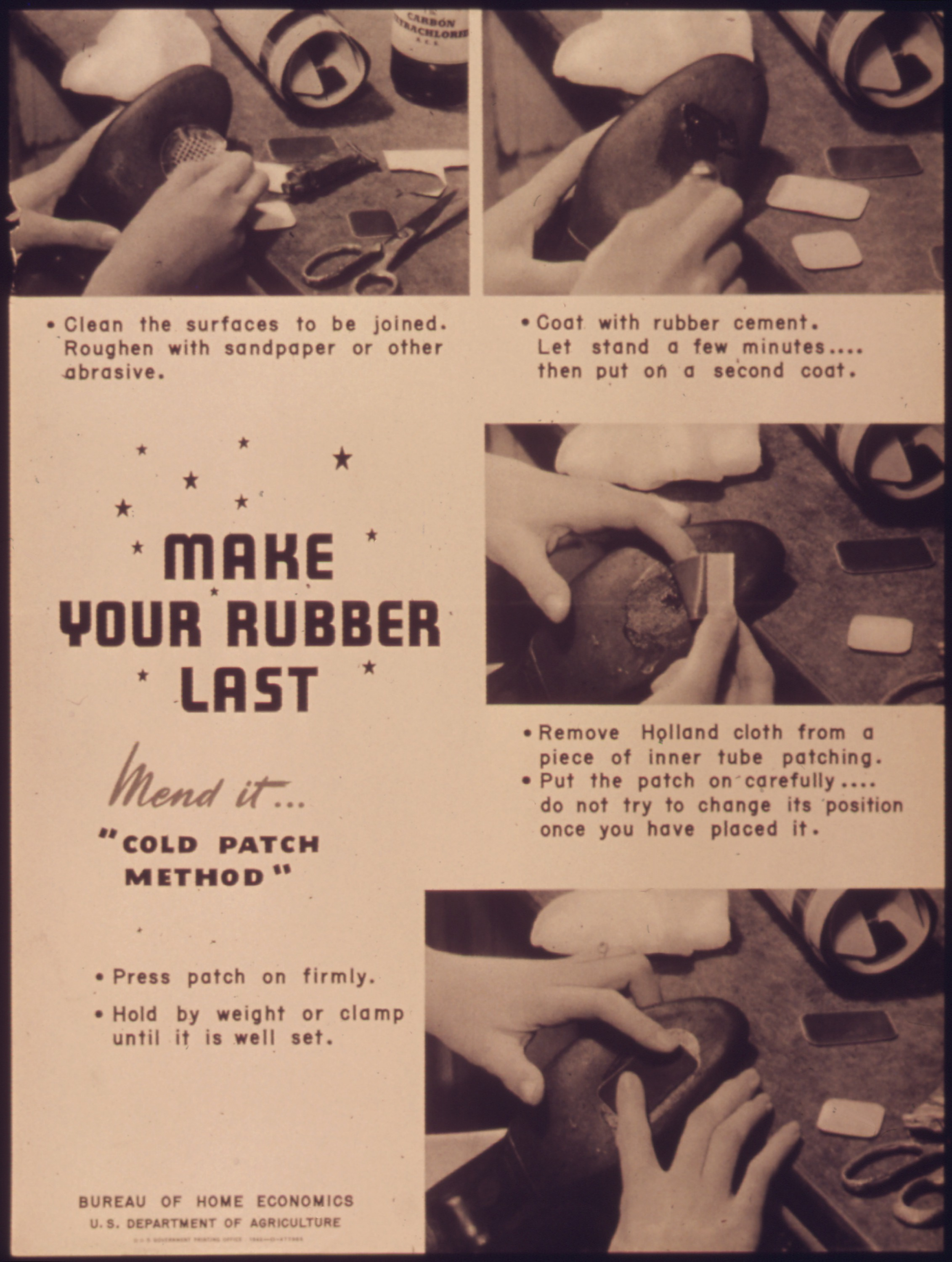
Tips om rubberen zolen te herstellen
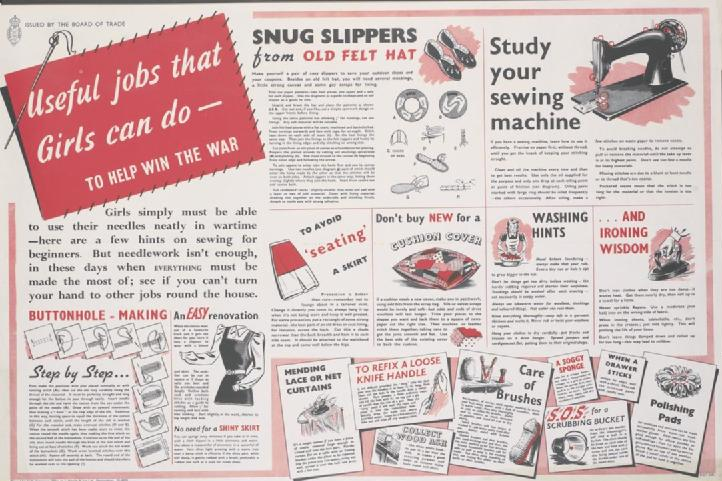
Handwerktips voor meisjes